# Mrđanovci
Mrđanovci (serbisch-kyrillisch Мрђановци) ist ein Ort in der Verbandsgemeinde Kupres (RS) in Bosnien und Herzegowina und gehört seit dem Bosnienkrieg zur Republika Srpska. Die restliche Fläche der Gemeinde Kupres (90 %) gehört zum Kanton Livno, wird seit 1996 überwiegend von Kroaten bewohnt und liegt in der Föderation Bosnien und Herzegowina.
Mrđanovci liegt auf einer Höhe von etwa 1200 Metern und befindet sich nur ein bis zwei Kilometer von der innerbosnischen Grenze entfernt.
Bei der Volkszählung 1991 lebten 281 Einwohner in Mrđanovci, darunter fast ausschließlich Serben (274).
Das Dorf liegt auf dem Berg Debelo Brdo. In der Nähe befinden sich die Dörfer Novo Selo (nordwestlich) und Blagaj (südöstlich).